# Mesadenella tonduzii
Mesadenella tonduzii là một loài thực vật có hoa trong họ Lan. Loài này được (Schltr.) Pabst & Garay mô tả khoa học đầu tiên năm 1953.